# Hesepe (Grafschaft Bentheim)
Hesepe ist eine ehemalige Gemeinde im Landkreis Grafschaft Bentheim in Niedersachsen. Die Gemarkung gehört politisch zur Stadt Nordhorn. Seit 2014 ist der Luft-/Bodenschießplatz Nordhorn, dessen Gebiet zum größten Teil in Hesepe liegt, das einzig verbliebene Übungsgelände für den Luft-Boden-Kampf und gleichzeitig der größte von der Luftwaffe genutzte Übungsplatz in Deutschland.

## Geografie

### Lage
Hesepe liegt im südwestlichen Niedersachsen, etwa vier Kilometer von der niederländischen und 20 km von der nordrhein-westfälischen Grenze entfernt. Die nächstgelegene Ortschaft ist der Nordhorner Stadtteil Oorde (1 km nördlich), die nächsten Städte sind Nordhorn (4 km nordwestlich) und Bad Bentheim (14 km südlich). Hesepe wird durch die Kreisstraße 27 Nordhorn–Engden(–Emsbüren) erschlossen. Die Gemarkung grenzt im Südwesten an die Vechte.

### Nachbarorte
Hesepe grenzt im Norden an Klausheide, die Bauerschaft Feldflur und den Stadtteil Stadtflur, im Westen an den Stadtteil Oorde und Brandlecht, im Südosten an Engden und im östlichsten Zipfel an Lohne.

## Geschichte
Am 1. Juli 1929 wurde der nördliche Zipfel nach Nordhorn eingemeindet, am 1. März 1974 wurde ganz Hesepe in die Kreisstadt Nordhorn eingegliedert.

## Kultur und Sehenswürdigkeiten

### Vereine
In Hesepe gibt es den Heseper Sportverein 1978 e. V. mit den Abteilungen Fußball, Völkerball, Gymnastik, Boule und Kraftsport. Der ersten Fußballmannschaft gelang 1999 ein deutscher Rekord: Sie blieb im Zeitraum von Oktober 1996 bis Oktober 1999 in 98 Meisterschaftsspielen ungeschlagen. Die Mannschaft schaffte in diesem Zeitraum den Durchmarsch von der fünften in die zweite Kreisklasse.

### Kapelle Hesepe
Aus dem 14. oder 15. Jahrhundert stammt die Kapelle Hesepe. Sie gehört nicht der Kirchengemeinde, sondern der ehemals selbstständigen Gemeinde Hesepe und damit den dort ansässigen Landwirten. Die Kapelle steht unter Denkmalschutz.

## Wirtschaft und Infrastruktur

### Verkehr

#### Straßenverkehr
Hesepe liegt an der Kreisstraße 27, die die Bundesstraße 403 in Nordhorn mit Engden verbindet. Die Anschlussstelle Nordhorn/Bad Bentheim der A 30 (Bad Bentheim–Osnabrück–Bad Oeynhausen) ist etwa 10 km entfernt, die Anschlussstelle Lingen der A 31 (Emden–Bottrop) rund 15 km.

#### Öffentlicher Nahverkehr
Es verkehrt nachmittags die Bürgerbuslinie 33 der Verkehrsgemeinschaft Grafschaft Bentheim (VGB) nach Nordhorn sowie Brandlecht. Die nächsten Personenbahnhöfe sind der ca. 3 km entfernte Haltepunkt Nordhorn-Blanke, mit Anschluss an die Bahnlinie RB 56 in Richtung Neuenhaus und Bad Bentheim, sowie der etwa 12 km entfernte Bahnhof Bad Bentheim.

#### Luftverkehr
Im etwa 10 km entfernten Klausheide befindet sich der gleichnamige Verkehrslandeplatz. Hier können Motorflugzeuge bis maximal 10 t Gesamtgewicht und Segelflugzeuge starten und landen. Nächster internationaler Flughafen ist der Flughafen Münster/Osnabrück in Greven.

### Luft-/Bodenschießplatz
Der Luft-/Bodenschießplatz Nordhorn liegt zum größten Teil in der Gemarkung Hesepe. Das Gebiet war in den 1910er Jahren von der Familie Krupp von Bohlen und Halbach gekauft worden und gehörte zum Gut Klausheide. Die Familie Krupp war nach dem Ersten Weltkrieg an einer landwirtschaftlichen Nutzung nicht mehr interessiert. Sie stellte das Gelände deshalb 1933 der Reichswehr als Artillerie-Schießplatz zur Verfügung. Im Zweiten Weltkrieg wurde es auch als Schießplatz der Luftwaffe genutzt. Nach dem Zweiten Weltkrieg übernahm die britische Royal Air Force das Gelände und richtete dort die Nordhorn Air To Ground Weapon Range, kurz Nordhorn Range, ein. Die Royal Air Force übergab 2001 den Platz an die Bundeswehr, die ihn nun als Luft-/Bodenschießplatz Nordhorn weiterhin nutzt. Seit der offiziellen Schließung des Luft-/Bodenschießplatzes Siegenburg am 10. Dezember 2014 ist der Luft-/Bodenschießplatz Nordhorn das einzig verbliebene Übungsgelände für den Luft-Boden-Kampf in Deutschland.

### Medien
Regionale Tageszeitung in Hesepe sind die Grafschafter Nachrichten.